# Simone Bruson
Simone Bruson (Biella, Piemont, 15 d'abril de 1983) va ser un ciclista italià, que fou professional entre 2006 i 2009.

## Palmarès
- 2005
  - 1r al Giro della Valsesia